# Chrysolina hyperboreica
Chrysolina hyperboreica é uma espécie de artrópode pertencente à família Chrysomelidae.